# Кам'яне коло

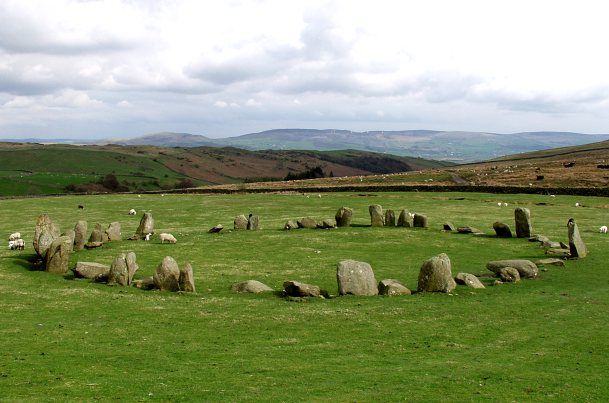
Кам'яне коло Свінсайд у Краю Озер, Англія.

Кромлех— Кам'яне́ ко́ло — тип стародавньої (від часів неоліту до бронзової доби) споруди, що складалася зі встановлених вертикально каменів. Не обов'язково ці камені становили ідеальне коло, часто вони складали еліпс, а інколи лише дугу кола з чотирьох каменів. Розміри та число каменів також істотно відрізняються в спорудах. Нині описано понад 1000 кам'яних кіл, переважно на Британських островах і в Західній Європі, зазвичай відносно неподалік від моря. Мета будівництва цих споруд залишається невідомою. Інколи як синонім кам'яного кола використовується термін «кромлех», але кромлехом можуть називатися й деякі інші споруди.

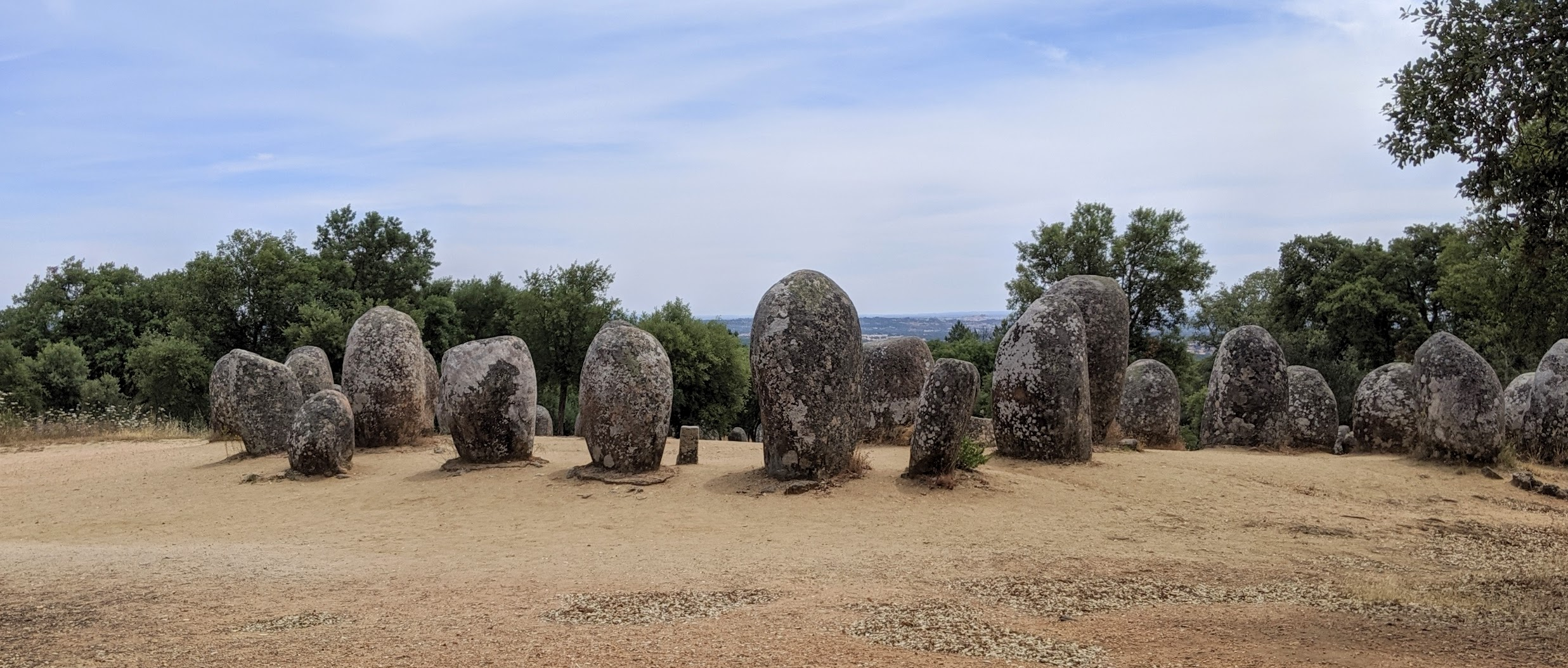
Кромлех Альмендреш

Класичним прикладом кам'яного кола є Стоунхендж.